# 종양학

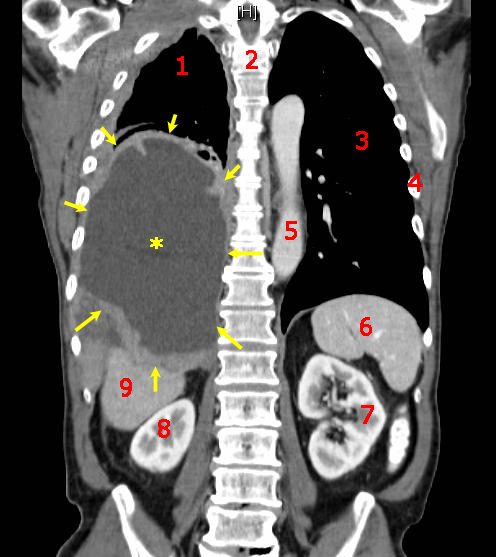
악성 중피종을 보여주는 두정부의 CT 스캔. 별표와 화살표를 참고.

종양학(腫瘍學, oncology)은 암의 연구, 치료, 진단, 예방을 다루는 의학의 분과이다. 종양학을 다루는 전문가를 종양학자(oncologist)로 부른다. 종양학의 영어 낱말 oncology는 부담(burden)이나 양, 덩어리를 뜻하는 그리스어 낱말 ὄγκος 온코스[*]와 학문(study)을 뜻하는 로고스가 기원이다.

## 증상
증상은 일반적으로 종양의 크기와 종류에 따라 다른 것이 일반적이다.
- 유방암[3]
- 자궁내막암[4]
- 자궁경부암[5]
- 난소암[6]
- 폐암[7]
- 두경부암[8]
- 뇌종양[9]
- 갑상선암[10]
- 식도암[11]
- 위암[12]
- 결장 & 직장암[13]
- 간암[14]
- 췌장암[15]
- 피부암[16]
- 신장암[17]
- 방광암[18]
- 전립선암[19]
- 고환암[20]
- 골종양[21]
- 림프종[22]
- 혈액암[7]

## 같이 보기
- 바르부르크 효과 (종양학)
- 미국 암협회
- 영국 암연구소
- 미국 국립암연구소